# Clyde Caldwell
Clyde Caldwell (20 de febrero de 1948 (77 años) Gastonia, Carolina del Norte) es un artista estadounidense.  Se describe a sí mismo como ilustrador de fantasía y es famoso por sus retratos de mujeres sexys y armadas.
Con su trabajo en TSR en los años 80,  está considerado uno de los artistas que contribuyeron a la época dorada del arte fantástico.

## Primeros años
Estuvo interesado en ser artista desde niño, " Me converti en artista porque no podía ser otra cosa...toque la guitarra para una banda local. También me gustaba escribir historias y canciones. Pero el dibujo y la pintura eran lo más fácil para mí." Caldwell mostró interés en pintar fantasía y ciencia ficción mientras estaba en el instituto. "Mis influencias más grandes eran las portadas de los libros de Edgar Rice Burroughs. Yo quería pintar cuadros como aquellas cubiertas. Mis padres me animaron, pero no entendían por qué pintaba fantasía. Hubiesen preferido que pintase paisajes y bodegones." Caldwell Ganó un grado de bellas artes en la Universidad de Carolina del Norte en Charlotte, y luego se graduó con un master en Bellas artes. "Pensé que podría ser profesor, así que el master era buena idea, pero cuándo empecé hacer algún fanzine lo olvide."

## Carrera
Trabajó como un ilustrador para el diario Charlotte Observer así como para una agencia publicitaria, antes de convertirse en ilustrador freelance para revistas como Heavy Metal. También hizo portadas para Dragón, publicada por TSR, editores del juego de mesa Dragones y Mazmorras. “ TSR, Inc. me tentó tres veces cuándo era freelancing. Finalmente decidí ir hasta Wisconsin y acepté el trabajo. Me gustó la compañía y las personas, así que estuve de acuerdo ese mismo día.” 
Algunos de los primeros trabajos de Caldwell son las portadas para las novelas de aventuras Greyhawk, el calendario de 1985 de Dragonlance, el calendario de 1986 Historias Asombrosas, la cubierta y tres pinturas de interior para el calendario Dragonlance de 1987, así como varias cajas de Dragonlance. También es conocido por sus ilustraciones de Star Frontiers. Su colega Larry Elmore comentó que los dragones que pinta Caldwell son muy originales "más serpentinos y más esbeltos"
Caldwell ganó mucha fama por su trabajo para TSR de 1982 a 1992, ilustrando muchos productos de Dragones y Mazmorras cuándo el juego estaba en la cumbre de su popularidad.
Su obra fue incluida en la colección Maestros de  Dragonlance. Caldwell ha dibujado más recientemente cartas del popular juego de baraja Magic: The Gathering.

### Plagio sectario
En 2003, se denunció anónimamente que una mujer llamada Jan McRae había plagiado el trabajo de muchos artistas, incluyendo a Caldwell, para hacer proselitismo de la peligrosa secta Niños de dios. Karen Zerby, dirigente de los Niños de Dios reconoció que McRae había copiado el trabajo de otros.